# Xiaona Shan
Pour les articles homonymes, voir Shan (homonymie).
Xiaona Shan est une pongiste allemande née le 18 janvier 1983 à Anshan. Elle a remporté avec Han Ying et Petrissa Solja la médaille d'argent de l'épreuve par équipes aux Jeux olympiques d'été de 2016 à Rio de Janeiro.
Elle est médaillée d'or par équipes lors des Jeux européens de 2019 et médaillée d'argent par équipes aux Jeux européens de 2023.